# Chinesische Sowjetrepublik
Die Chinesische Sowjetrepublik (CSR) war ein sozialistischer Staat in China, der am 7. November 1931 von den Führern der Kommunistischen Partei Chinas (KPCh), Mao Zedong und Zhu De, in der Anfangsphase des chinesischen Bürgerkriegs ausgerufen wurde. Die nicht zusammenhängenden Gebiete der CSR umfassten Gebiete in 18 Provinzen und 4 Kreise, die von den Kommunisten kontrolliert wurden. Die Regierung der CSR befand sich in ihrem größten Teilgebiet, dem Jiangxi-Sowjet. Aufgrund der Bedeutung des Jiangxi-Sowjets in der frühen Geschichte der CSR wird der Name „Jiangxi-Sowjet“ manchmal verwendet, um die CSR als Ganzes zu bezeichnen. Weitere Teilgebiete der CSR waren die Sowjets Nordost-Jiangxi, Hunan-Jiangxi, Hunan-Hubei-Jiangxi, Hunan-West-Hubei, Hunan-Hubei-Sichuan-Guizhou, Eyuwan, Shaanxi-Gansu, Sichuan-Shanxi und Haifeng-Lufeng.
Mao Zedong war sowohl Staatsvorsitzender der CSR als auch Premierminister; er führte den Staat und seine Regierung. Während seiner Amtszeit als Chef eines „kleinen Staates im Staat“ sammelte Mao Erfahrungen in der mobilen Kriegsführung und in der Organisation der Bauern; diese Erfahrungen halfen ihm, die kommunistische Eroberung Chinas in den späten 1940er Jahren zu verwirklichen.
Die von der Kuomintang 1934 eingeleiteten Umzingelungen zwangen die KPCh, die meisten Sowjets in Südchina aufzugeben. Die KPCh (einschließlich der Führung der CSR) begab sich auf den Langen Marsch von Südchina in den Yan'an-Sowjet, wo eine Rumpf-CSR weiter existierte. Eine komplexe Reihe von Ereignissen gipfelte 1936 im Xi’an-Zwischenfall, bei dem Chiang Kai-shek gefangen genommen und gezwungen wurde, mit der KPCh zu verhandeln. Die KPCh bot an, die CSR aufzulösen und die Rote Armee Chinas unter das (nominelle) Kommando der Kuomintang zu stellen, im Gegenzug für Autonomie und ein Bündnis gegen Japan. Diese Verhandlungen waren erfolgreich und führten schließlich zur Gründung der Zweiten Einheitsfront. Die CSR wurde am 22. September 1937 offiziell aufgelöst, und der Yan'an-Sowjet wurde offiziell als Shaan-Gan-Ning- und Jin-Cha-Ji-Grenzregionen rekonstituiert.

## Geschichte

### Hintergrund
Während der ersten Einheitsfront zwischen der Kommunistischen Partei und der Kuomintang (KMT) unternahmen die beiden Parteien die Nordexpedition, um China unter einer einzigen Regierung zu vereinen. Im Jahr 1927 brach die KMT die Einheitsfront mit dem Massaker von Shanghai und unterdrückte die Kommunisten gewaltsam. Die Kommunisten und einige ihnen treu ergebene Armeeeinheiten flohen aus den Städten aufs Land, wo sie die Rote Arbeiter- und Bauernarmee Chinas gründeten, um einen Bürgerkrieg zu führen. Eine große Gruppe in Südchina unter der Führung von Mao Zedong errichtete einen Stützpunkt in den abgelegenen Jinggang-Bergen. Die Aufstandsbekämpfung der Kuomintang zwang Mao und seine Gruppe, erneut umzuziehen, und sie zogen in die Grenzregion zwischen den Provinzen Jiangxi und Fujian.
In der Zwischenzeit zogen sich die Kommunisten aus anderen Gebieten Chinas nach einem ähnlichen Muster auf das Land zurück. Um die Partei wieder zu stärken, wies der 6. Nationalkongress diese ländlichen Kader an, Räteregierungen zu organisieren. Ab 1929 entstanden in abgelegenen Regionen im ganzen Land Sowjets, darunter im ländlichen Guangxi, im Grenzgebiet von Eyuwan und im Grenzgebiet von Xiangegan. Maos Gruppe gründete den Jiangxi-Sowjet, der dank der vielen kommunistischen Kader aus dem ganzen Land, die dort Zuflucht fanden, zum größten und am besten verwalteten Sowjet wurde. Obwohl sich das Zentralkomitee der Kommunistischen Partei zu dieser Zeit noch im Untergrund in Schanghai aufhielt, hatte sich der politische Schwerpunkt allmählich auf Mao in Jiangxi verlagert.

### Aufbau und Wachstum
1931 beschloss die Kommunistische Partei, diese isolierten Basisgebiete zu einem einzigen Staat, der Chinesischen Sowjetrepublik, zusammenzufassen. Am 7. November 1931 (dem Jahrestag der russischen Oktoberrevolution von 1917) fand in Ruijin, der Hauptstadt des Jiangxi-Sowjets, eine Konferenz der Volksdelegierten des Nationalen Sowjets statt. Auf der Konferenz fand eine feierliche Eröffnungszeremonie für die CSR statt, zu der auch eine Militärparade gehörte. Die Kommunikation zwischen den weit verstreuten Sowjets war so schlecht (aufgrund ihrer Isolation und des starken Drucks der Kuomintang), dass der zweitgrößte Sowjet in Eyuwan keine Delegierten entsandte. Stattdessen hielt es seine eigene Konferenz ab.
Mit Mao Zedong als Staatsoberhaupt und Regierungschef wurde die CSR schrittweise aufgebaut. Die CSR erreichte ihre maximale Ausdehnung im Jahr 1933. Sie regierte eine Bevölkerung von mehr als 3,4 Millionen Menschen auf einer Fläche von etwa 70.000 Quadratkilometern (wobei die isolierten Sowjets nie zu einem zusammenhängenden Gebiet verbunden wurden).

### Einkreisung
Die Nationale Revolutionsarmee führte eine Reihe von Feldzügen gegen die verschiedenen Sowjets der CSR durch, die als „Einkreisungskampagnen“ bekannt sind. Die Jiangxi-Sowjets überlebten den ersten, zweiten und dritten Einkreisungsfeldzug dank der flexiblen Guerillataktik. Nach dem dritten Einkreisungsfeldzug wurde Mao jedoch durch Wang Ming ersetzt, einen aus der Sowjetunion zurückgekehrten chinesischen Kommunisten. Die Rote Armee Chinas wurde von einem dreiköpfigen Komitee befehligt, zu dem Wang Mings Mitarbeiter Otto Braun (ein Militärberater der Komintern), Bo Gu und Zhou Enlai gehörten. Die CSR erlebte daraufhin einen rasanten Niedergang, der auf ihre extrem linke Regierungsführung und die inkompetente Militärführung zurückzuführen war. Nach dem vierten Einkreisungsfeldzug wurde die Rote Armee fast halbiert. Der größte Teil ihrer Ausrüstung ging während Chiangs fünfter Umzingelungskampagne verloren; diese begann 1933 und wurde von Chiangs neu eingestellten Beratern aus NS-Deutschland orchestriert, die eine Strategie entwickelten, die auf den Bau befestigter Blockhäuser setzte, um die Umzingelung voranzutreiben.
Dies zeigte Wirkung; in dem Bemühen, die Blockade zu durchbrechen, griff die Rote Armee die Festungen mehrmals an, wobei sie schwere Verluste erlitt und nur begrenzt erfolgreich war. Infolgedessen schrumpfte die CSR aufgrund der personellen und materiellen Verluste der chinesischen Roten Armee erheblich.

### Der lange Marsch
Da der Jiangxi-Sowjet nicht gehalten werden konnte, beauftragte der Ständige Ausschuss Bo (zuständig für Politik), Braun (zuständig für Militärstrategie) und Zhou (zuständig für die Umsetzung der militärischen Planung) mit der Organisation einer Evakuierung. Den Kommunisten gelang es, ihre Absichten lange genug vor den belagernden nationalistischen Kräften zu verbergen, um einen erfolgreichen Ausbruch durchzuführen. Am 16. Oktober 1934 griff eine Truppe von etwa 130.000 Soldaten und Zivilisten unter Bo Gu und Otto Braun die Kuomintang-Stellungen bei Yudu an. Mehr als 86.000 Soldaten, 11.000 Verwaltungsangestellte und Tausende von zivilen Trägern vollendeten den Durchbruch; der Rest, größtenteils verwundete oder kranke Soldaten, kämpfte nach dem Abzug der Hauptstreitkräfte in einer Verzögerungsaktion weiter und zerstreute sich dann auf dem Lande. Nachdem die Rote Armee drei der vier Blockhausbefestigungen passiert hatte, die notwendig waren, um Chiangs Umzingelung zu entkommen, wurde sie schließlich von regulären nationalistischen Truppen angegriffen und erlitt schwere Verluste. Von den 86.000 Kommunisten, die mit der Ersten Roten Armee versuchten, aus Jiangxi auszubrechen, gelang nur 36.000 die Flucht. Aufgrund der niedrigen Moral in der Roten Armee lässt sich nicht feststellen, welcher Anteil dieser Verluste auf militärische Verluste und welcher Anteil auf Desertion zurückzuführen ist. Die Bedingungen des erzwungenen Rückzugs der Roten Armee zermürbten einige kommunistische Führer (insbesondere Bo Gu und Otto Braun), doch Zhou blieb ruhig und behielt sein Kommando.
Dieser Rückzug markierte den Beginn dessen, was als Langer Marsch bekannt werden sollte. Im Laufe der nächsten zwei Jahre gaben die kommunistischen Kräfte fast alle ihre Sowjets in Südchina auf, die den Kern der CSR gebildet hatten. Die Überlebenden versteckten sich oder folgten Mao nach Yan’an, wo sie in der Shaan-Gan-Ning-Grenzregion Zuflucht suchten.

### Auflösung
Die chinesische Sowjetrepublik bestand auch nach dem Langen Marsch formell weiter, da die Kommunisten noch einige Gebiete wie den Hubei-Henan-Shaanxi-Sowjet kontrollierten. Bao'an war eine Zeit lang die Hauptstadt, bis die kommunistische Regierung in den Yan'an-Sowjet verlegt wurde. Die Chinesische Sowjetrepublik wurde am 22. September 1937 aufgelöst, als die Kommunistische Partei Chinas in der Zweiten Einheitsfront ihr Manifest zur Einheit mit der Kuomintang veröffentlichte. Auslöser war der vor zwei Wochen ausgebrochene Zweite Chinesisch-Japanische Krieg. Die Kommunisten behielten de facto die Kontrolle über Yan’an, das für den Rest des Krieges mit Japan ihre Hochburg war.

## Staat
Die CSR hatte eine Zentralregierung sowie lokale und regionale Regierungen. Sie unterhielt Institutionen wie ein Bildungssystem und ein eigenes Gerichtswesen. Die CSR gab auch Bargeld aus.

### Landreform
Die wichtigste von den Sowjetregierungen durchgeführte Politik war die Umverteilung von Grund und Boden, die die bis dahin bestehende, von den Grundbesitzern dominierte politische Ökonomie zerstörte. Die CSR erließ das Landgesetz von 1931, das Folgendes vorsah:

„Alle Ländereien, die Feudalherren, lokalen Tyrannen und bösen Adligen, Kriegsherren, Bürokraten und anderen privaten Großgrundbesitzern gehören, unabhängig davon, ob sie das Land selbst bewirtschaften oder verpachten, werden entschädigungslos konfisziert. Die konfiszierten Ländereien werden über die [CSR] an die armen und mittleren Bauern umverteilt. Die früheren Eigentümer der konfiszierten Ländereien haben keinen Anspruch auf Landzuteilung.“

Der Besitz reicher Bauern wurde ebenfalls konfisziert, obwohl reiche Bauern Anspruch auf Land von geringerer Qualität hatten, wenn sie es selbst bewirtschafteten.
Die CSR erklärte sich zu einer Regierung aller chinesischen Arbeiter, Soldaten der Roten Armee und der Volksmassen. Die CSR-Politik wurde zu einem großen Teil von Massenorganisationen getragen, insbesondere von der Liga der armen Bauern, die sich ausschließlich aus armen Bauern und Landarbeitern zusammensetzte. Die armen Bauern stellten die Mehrheit der Mitglieder aller CSR-Verbände oder staatlichen Einrichtungen.
Die CSR erließ Verordnungen, die Grundbesitzer, reiche Bauern, Kaufleute, religiöse Führer und Kuomintang-Mitglieder von der Teilnahme an den Wahlen ausschlossen. Grundbesitzer und reiche Bauern waren von der Mitgliedschaft in den größten zivilen Organisationen der CSR, der Antiimperialistischen Liga und dem Sowjetischen Schutzbund, ausgeschlossen.

### Finanzen
Am 1. Februar 1932 wurde die Nationalbank der Chinesischen Sowjetrepublik gegründet, deren Präsident Mao Zemin war, der Bruder von Mao Zedong. Die Zentrale Münzanstalt der CSR gab drei Arten von Geld aus: einen Papierschein, eine Kupfermünze und einen Silberdollar.
Die CSR wurde hauptsächlich durch Steuereinnahmen auf Reis und Weizen finanziert. Sie erhielt auch freiwillige Beiträge von ihrer wichtigsten politischen Klientel, der Bauernschaft. Zwischen 1931 und 1934 emittierte die CSR drei Serien von Staatsanleihen zur weiteren Finanzierung ihrer Tätigkeit.

#### Banknoten

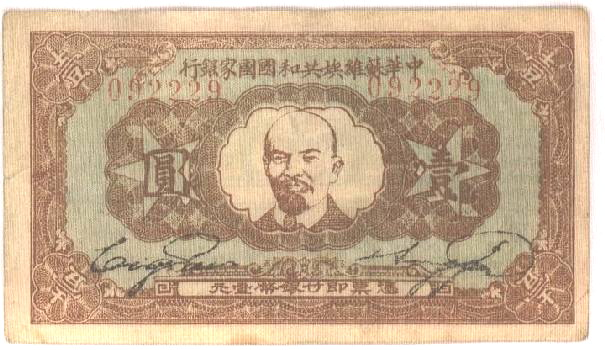
Eine Ein-Yuan-Banknote mit dem Bild von Lenin in der Mitte

Die Zentrale Münzanstalt gab kurzzeitig sowohl Papierscheine als auch Kupfermünzen aus. Beide waren nicht lange im Umlauf, vor allem weil die Währung im übrigen China nicht verwendet werden konnte. Der Papierschein trug den Aufdruck „Nationalbank der Chinesischen Sowjetrepublik“ (中華蘇維埃共和國國家銀行) in traditionellen chinesischen Schriftzeichen und ein Bild von Wladimir Lenin.

### Spionage
Zhou Enlai hatte mehr als ein Dutzend Maulwürfe im inneren Kreis von Chiang Kai-shek eingeschleust, darunter auch in seinem Hauptquartier in Nanchang. Einer von Zhous wichtigsten Agenten, Mo Xiong, war kein Kommunist, doch seine Beiträge retteten die Kommunistische Partei Chinas und die Rote Armee Chinas. Mo stieg im Regime von Chiang Kai-shek auf und wurde in den frühen 1930er Jahren ein wichtiges Mitglied in dessen Generalstab. Im Januar 1934 ernannte ihn Chiang Kai-shek zum Verwalter und Oberbefehlshaber des Vierten Sonderbezirks im Norden von Jiangxi. Mo nutzte seine Position, um mehr als ein Dutzend kommunistische Agenten in Chiangs Hauptquartier einzuschleusen.
Nachdem er das Gebiet um Ruijin (die Hauptstadt der CSR) erfolgreich belagert und den größten Teil der CSR selbst besetzt hatte, war Chiang zuversichtlich, dass er die Kommunisten in einem letzten entscheidenden Schlag besiegen konnte. Ende September 1934 übermittelte er dem Hauptquartier in Lushan (dem Sommerersatz für Nanchang) seinen streng geheimen Plan, in dem er den letzten Vorstoß zur Vernichtung der kommunistischen Streitkräfte detailliert darlegte. Chiang plante 30 Blockadelinien mit 30 Stacheldrahtzäunen (die meisten unter Strom) im Umkreis von Ruijin, um die Kommunisten auszuhungern. Darüber hinaus sollten mehr als 1.000 Lastwagen als schnelle Eingreiftruppe mobilisiert werden, um einen kommunistischen Ausbruch zu verhindern. In der Gewissheit, dass die Kommunisten vernichtet würden, übergab Mo Xiong das mehrere Kilogramm schwere Dokument noch in derselben Nacht an Xiang Yunian und riskierte dabei sein Leben und das seiner Familie.
Mit Hilfe von Liu Yafo und Lu Zhiying kopierten kommunistische Agenten die Informationen in vier Wörterbücher, und Xiang Yunian wurde damit beauftragt, sie in die CSR zu bringen. Die Reise war gefährlich, da die nationalistischen Kräfte jeden, der versuchte, die Blockade zu überwinden, verhafteten und hinrichteten. Xiang Yunian versteckte sich in den Bergen, schlug sich mit einem Stein vier Zähne aus und ließ sein Gesicht anschwellen. Als Bettler getarnt, riss er die Einbände der vier Wörterbücher ab und bedeckte sie mit verdorbenen Lebensmitteln am Boden seiner Tasche. Er überquerte mehrere Blockaden und erreichte Ruijin am 7. Oktober 1934. Die von Mo Xiong gelieferten Informationen überzeugten die Kommunisten in der CSR, ihren Stützpunkt aufzugeben und sich zurückzuziehen, bevor Chiang seine Blockadelinien mit Stacheldrahtzäunen verstärken konnte. Sie mobilisierten Lastwagen und Truppen und retteten sich so vor der Vernichtung.

## Erbe der Chinesischen Sowjetrepublik
Mao Zedong konnte schließlich 1949 den Bürgerkrieg gewinnen und die Volksrepublik China ausrufen. In der offiziellen Geschichtsschreibung der Volksrepublik China wird die Chinesische Sowjetrepublik positiv gesehen, obwohl man anerkennt, dass das Regime letztlich gescheitert ist. In einer Rede zum 80. Jahrestag der Gründung der CSR erklärte Xi Jinping: „Die chinesische Sowjetrepublik war das erste Arbeiter- und Bauernregime in der chinesischen Geschichte“. Die Bemühungen der CSR-Regierung werden als Beitrag zum Ansehen der KPCh und zur Stärkung der Roten Armee Chinas angesehen. In Kommentaren wird die CSR in der Regel als Experiment angepriesen, das den Weg für den Erfolg der späteren Volksrepublik ebnete. Im Historischen Bilderbuch der chinesischen Sowjetrepublik bezeichnete das Stadtkomitee der KPCh von Ganzhou die CSR als „große Probe für die Volksrepublik China“.